# Mary Jane (All Night Long)
"Mary Jane (All Night Long)" é um single de 1995 da cantora-compositora americana Mary J. Blige, tirado de seu segundo álbum, My Life. A canção usa um sample de "All Night Long" do grupo  Mary Jane Girls, "Mary Jane" de Rick James, e "Close the Door" de Teddy Pendergrass. O remix oficial apresenta LL Cool J. Um vídeo clipe para a canção nunca foi feito.
A canção atingiu o número 37 na parada Hot R&B/Hip-Hop Airplay e foi lançada como um single no Reino Unido onde atingiu o número 13.